# Ашот III Милостивий
Ашот III Милостивий (*д/н — †977) — цар царів Вірменії у 952–977 роках.

## Життєпис

### Зовнішня політика
Походив з династії Багратідів. Син Абаса I та представниці володарів князівства Тао. Про молоді роки мало відомостей.
З початком володарювання продовжував політику попередників щодо внутрішнього зміцнення країни, посилення її оборони, проводив централізаторську політику. У 953 році спробував звільнити місто Двін від арабів, проте зазнав поразки. Після цього не проводив активної зовнішньої політики, лише захищаючись від ворогів. За правління Ашота III було створено постійну армію. У 962 році дав відсіч військам емірів Хамадана, Мосула, Аміди.
У 972–973 роках стикнувся із загрозою з боку Візантійської імперії. Спочатку була відбита атака невеликих загонів візантійців. Наприкінці червня 973 року до південних кордонів Вірменії (область Тарон) з 80-тисячною армію прибув сам імператор Іоанн I. Проте Ашоту III вдалося зібрати усі вірменські сили, тому візантійські військовики не наважилися розпочати битву й 4 липня було укладено мир поміж Візантією та Вірменією.

### Внутрішня політика
Більшої уваги Ашот III приділяв питанням у середині країни, зокрема розвитку торгівлі, ремісництва, а також церковним справам. У 961 році віддав своєму брату Мішелу місто Карс, надавши тому титул царя. Водночас переніс столицю з Карса до міста Ані. З цього часу Вірменське царство стали називати Анійським.
У 966—971 роках тривав конфлікт Ашота III з католікосом Ованесом VI, який зрештою завершився на користь царя. При цьому багато уваги приділялось розвитку освіти, благодійності. Значні кошти виділялось з царської скарбниці на будівництво і діяльність шкіл, лікарень.
За ініціативи Ашота III та його дружини було побудовано монастирі Санаїн у 966 році та Ахпат у 976 році, які незабаром стали науковими та освітніми центрами Вірменії.
Помер цар царів Ашот III у м. Ані у 977 році.

## Родина
Дружина — Хосроваш
Діти:
- Смбат (д/н—989), цар у 977—989 роках
- Гагік (д/н—1020), цар у 989—1020 роках
- Гурген (д/н—989), цар Албанії у 977—989 роках